# 耶爾科·萊科
耶爾科·萊科（1980年4月9日—）是一位克羅地亞足球運動員。在場上的位置是中場。他也代表克羅地亞國家足球隊參加國際賽事。